# Dietrich von Rhemen (Domherr, † nach 1319)
Dietrich von Rhemen (* im 13. Jahrhundert; † im 14. Jahrhundert) war bischöflicher Prokurator und Domherr in Münster.

## Leben
Dietrich von Rhemen entstammte dem westfälischen Adelsgeschlecht Rhemen zu Barensfeld und war der Sohn des Ritters Gottschalk von Rhemen. Der Name seiner Mutter ist nicht überliefert. Sein Bruder Johannes war münsterischer Domherr von 1273 bis 1306, Otto Kanoniker in St. Ludgeri in Münster und Gottschalk (Goscalus) Kanoniker in Oldenzaal. Dietrich studierte in Bologna und wurde hier 1291 Prokurator.  Als Domherr zu Münster findet er erstmals am 19. Dezember 1288 urkundliche Erwähnung. Am 9. Juni 1301 war er zusammen mit seinem Bruder Johannes,  ebenso Anhänger des Bischofs Otto von Rietberg, Testamentsvollstrecker des Domdechanten Gerhard von Lohn. Am 19. Juni 1310 reiste Dietrich als Beauftragter des Bischofs Ludwig zum Papst in Avignon. Als Domkellner war er für den Wirtschaftsbetrieb des Domkapitels zuständig. Diese Funktion hatte er von 1294 bis 1299 inne. Seine zweite Amtszeit war von 1313 bis 1317.
Von 1315 bis 1319 war er Propst von Kollegiatstift St. Plechelmus Oldenzaal.